# Dipartimento di Gaya
Il dipartimento di Gaya è un dipartimento del Niger facente parte della regione di Dosso. Il capoluogo è Gaya.

## Geografia antropica
Il dipartimento di Gaya è suddiviso in 9 comuni:

### Comuni urbani
- Gaya

### Comuni rurali
- Bana
- Bengou
- Dioundiou
- Karakara
- Tanda
- Tounouga
- Yelou
- Zabori